# シミエン国立公園
シミエン国立公園 (英: Simien National Park) は、エチオピア北部、アムハラ州ゴンダール地区にある1969年設立の国立公園。タナ湖の北東約110kmの一帯に広がるシミエン山地を対象とする220km2に及ぶ国立公園であり、ユネスコの世界遺産に登録されている。
シミエン山地にはエチオピア最高峰（アフリカ大陸第4位）のラス・ダシェン山（標高4620m）をはじめとする高山が続き、「アフリカの天井」とも呼ばれている。この厳しい自然環境のなかで、独特の動植物たちが生息している。
国立公園指定のきっかけのひとつは、ワリアアイベックスを保護することにあった。ワリアアイベックスは、ヨーロッパ大陸のアイベックス（ヤギ亜科）と同系統で、かつてヨーロッパとアフリカが地続きだったときに渡ってきたと考えられている。このほかの哺乳類や鳥類としては、ゲラダヒヒ、アビシニアジャッカル、アヌビスヒヒ、マントヒヒ、クリップスプリンガー、キンイロジャッカル、ブチハイエナ、サバンナダイカー、ヒゲワシ、チョウゲンボウ（猛禽類）などが生息している。
植物では、ジャイアントロベリアやヒペリカム（オトギリソウ属）などが見られる。

## 登録基準
この世界遺産は世界遺産登録基準のうち、以下の条件を満たし、登録された（以下の基準は世界遺産センター公表の登録基準からの翻訳、引用である）。
- (7) ひときわすぐれた自然美及び美的な重要性をもつ最高の自然現象または地域を含むもの。
- (10) 生物多様性の本来的保全にとって、もっとも重要かつ意義深い自然生息地を含んでいるもの。これには科学上または保全上の観点から、すぐれて普遍的価値を持つ絶滅の恐れのある種の生息地などが含まれる。

登録基準に基づく評価内容は以下の通り。

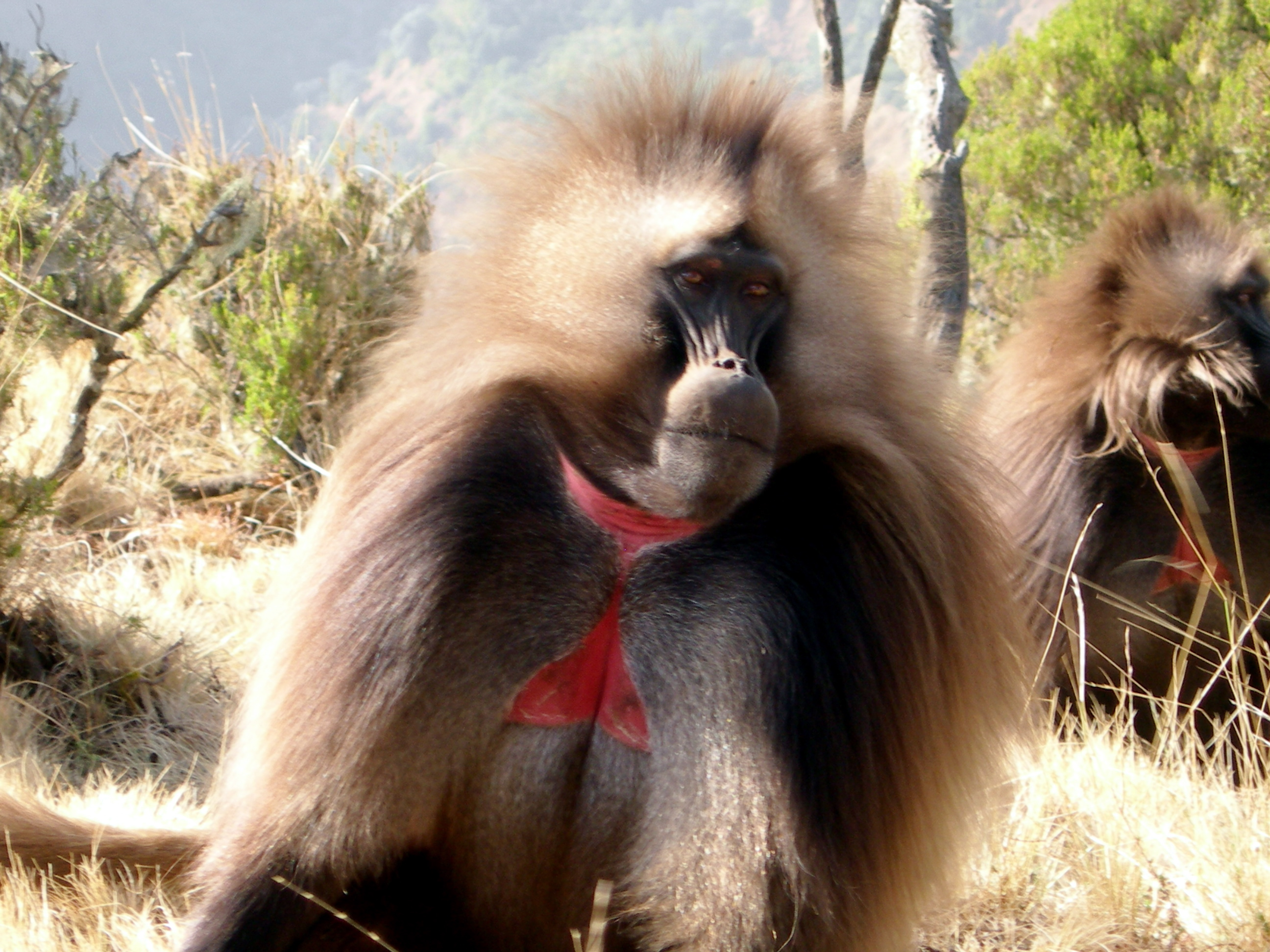
シミエンのゲラダヒヒ

- (7) 壮大な景観は、エチオピア高原の北限に位置し、エチオピアの最高地点であるラス・デジェン山を含むシミエン山脈の一部である。シミエン山脈の起伏のある高原は、何百万年もかけて浸食され、絶壁や深い峡谷を形成し、並外れた自然美を誇る。崖の高さは 1,500 メートルに達し、北側の崖壁は約 35 キロメートルにわたる。山々は北、東、南の深い谷に囲まれており、その下にある険しい峡谷のような低地を見渡す広大な眺望が楽しめる。シミエン山脈の壮大な景観は、グランドキャニオン (米国) に匹敵すると考えられている。
- (10) この資産は、生物多様性保全にとって世界的に重要な意味を持っており、世界的に絶滅が危惧されている多くの種が生息している。公園の崖のエリアは、シミエン山脈固有の野生のシロイワヤギである絶滅危惧種のワリアアイベックスの主な生息地ある。その他の代表的な種には、絶滅危惧種のエチオピアオオカミがあり、これらは世界で最も希少なイヌ科の種と考えられている。また、ゲラダヒヒ もいる。どちらもエチオピア高原固有種で、アフロアルプスの草原とヒース原野に依存している。その他の大型哺乳類には、アヌビスヒヒ、マントヒヒ、クリップスプリンガー、キンイロジャッカルがいる。この公園は、中央エチオピア高地のより広い固有鳥類地域の一部を形成する重要鳥類地域でもある。合計で、20 種を超える大型哺乳類と 130 種を超える鳥類が公園に生息している。山岳地帯には、エリトリアおよび/またはエチオピア固有の 5 種の小型哺乳類と 16 種の鳥類が生息しており、また、見事なハゲワシの一種である希少なヒメハゲワシの重要な個体群も生息している。公園の種と生息地の豊かさは、その高度、地形、気候の多様性の結果であり、それがアフリカ山岳地帯とアフリカ高山地帯の生態系を形成してきた。

## 危機遺産登録理由
この山地には、4000m地帯にすら暮らしている人々がいる。彼らは2000年前からこの地で細々と農耕を行ってきたとされるが、その農地拡大が環境の悪化に拍車をかける面が指摘された。また、1993年まで続いたエリトリア独立をめぐる内戦も環境を大きく損ねる原因となった。これらのことから、1996年に危機遺産に登録された。住民の多くは強制移住の対象となったが、対象とならなかった人々は今も山地で暮らしている。
2017年に危機遺産リストから除去された。